# 世界の神話
世界の神話 （せかいのしんわ）は、カバヤから発売されていた食玩シリーズ。

## 概要
ギリシャ、仏教、北欧などの、様々な神話に登場するキャラクターをフィギュア化したシリーズ。定価は180円（税抜き）で、アーモンドチョコレートが付属。フィギュアはボークスが原型・製作をプロデュースしていた。
全3弾が発売されており、各弾は「第○集」と呼称されていた。全集ともブラインド式のパッケージで、シークレットアイテムも存在。また全アイテムに、そのフィギュアの解説が書かれたカードが付属していた。
またこれらとは別に、「世界の神話 〜ペアバージョン〜」という特殊な弾も存在した（後述）。

## 各弾概要

### 第1集
2002年1月発売。全19種＋シークレット1種。シークレットアイテムを含めた全種に、フルカラーの「ノーマル彩色版」と、銀一色の「シルバー彩色版」が存在した。
1. ゼウス
2. ポセイドン
3. アテネ
4. ペガサス
5. ケンタウロス
6. ミノタウロス
7. グリフォン
8. メドゥーサ
9. ケルベロス
10. キマイラ
11. ユニコーン
12. ドラゴン
13. ワイバーン
14. フェニックス
15. ガルダ
16. オーディン
17. 風神
18. 雷神
19. 日本武尊
20. 八岐大蛇（シークレット）

### 第2集 仏教神話編
2003年4月発売。全11種＋シークレット1種。仏教神話に登場するキャラクターのうち、金剛力士・四天王・五大明王のみに絞ってフィギュア化。本弾からシルバー彩色版は消え、フルカラー彩色版のみとなる。
1. 金剛力士　阿形
2. 金剛力士　吽形
3. 持国天
4. 増長天
5. 広目天
6. 多聞天（毘沙門天）
7. 不動明王
8. 降三世明王
9. 軍荼利明王
10. 大威徳明王
11. 金剛夜叉明王
12. 不動明王（Ver.2）（シークレット。通常の不動明王のカラーバリエーション）

### 世界の神話 〜ペアバージョン〜
2003年7月に発売された特殊な弾。第1集のフィギュア全20種（フルカラー彩色版のみ）に新規フィギュア6種を加え、2種1組として新たに発売したというもの。この弾のみオープンパッケージ式で、菓子もチョコレートではなくハーブ味のキャンディとなっている。また、定価も唯一300円（税抜き）であった。新規フィギュアには、前2集に続く通し番号が振られている。ペアは、基本的に原典において何らかの関係のあるキャラクター同士の組み合わせとなっている。
1. ゼウス＆ポセイドン
2. アテネ＆メドゥーサ
3. ペガサス＆ユニコーン
4. ケンタウロス＆ミノタウロス
5. グリフォン＆フェニックス
6. ケルベロス＆キマイラ
7. ドラゴン＆ワイバーン
8. ガルダ＆ナーガ
9. オーディン＆スレイプニル
10. 風神＆雷神
11. 日本武尊＆須佐之男命
12. エルフ＆ドワーフ
13. 八岐大蛇＆須佐之男命ver.2（通常の須佐之男命のカラーバリエーション）

### 第3集 オリエント神話編
2004年3月に発売された最終弾。エジプト神話・メソポタミア神話のキャラクターをフィギュア化。第2集同様、全11種＋シークレット1種。
1. ラー
2. オシリス
3. イシス
4. セト
5. ホルス
6. アヌビス
7. スフィンクス
8. ギルガメシュ
9. エンキドゥ
10. フンババ
11. シームルグ
12. ツタンカーメン（シークレット）

### 第2集 木彫りVer.11種セット
2004年2月に東京国際展示場で行われたイベント『東京トイフェスティバル』会場にて、500セット限定で発売された特別アイテム。第2集のフィギュア全11体を木彫り風のカラーに変更したというアイテムで、木製ではない。定価は2000円。